# ای.ئی. داگلاس
اندرو الیکات داگلاس (انگلیسی: Andrew Ellicott Douglass; ۵ ژوئیهٔ ۱۸۶۷ – ۲۰ مارس ۱۹۶۲) ستاره‌شناس اهل ایالات متحده آمریکا بود. او ارتباط مابین اخترشناسی و حلقه‌های درختان را کشف و درخت‌گاه‌شماری را پایه‌گذاری کرد که یک روش تعیین عمر چوب با تجزیه و تحلیل الگوی رشد حلقه است.